# C++98
Lo standard ISO/IEC 14882:1998, comunemente conosciuto come C++98, Programming Languages — C++, è la prima versione ufficiale del linguaggio di programmazione C++ e delle sue librerie standard. È stato definito dal gruppo di lavoro JTC1/SC22/WG21, pubblicato nel 1998 con una revisione minore che corregge alcuni difetti pubblicata nel 2003.
Svariati aggiornamenti allo standard sono stati prodotti negli anni successivi, partendo con l'importante versione rilasciata il 1º settembre 2011, denominata C++11.

## Storia
Alla fine degli anni 80, dopo l'adozione di C++ da svariate compagnie, iniziò a farsi strada l'idea di una standardizzazione del linguaggio. Sulla base di questa spinta, nel 1990 Bjarne Stroustrup con Margaret Ellis scrisse il testo "The annotated C++ Reference Manual (riferito a volte come "The ARM").
Il libro presentava le funzionalità del linguaggio finora rilasciato (la versione 2.0) con alcune aggiunte e delle anteprime di funzionalità che sarebbero state finalizzate con le versioni successive, principalmente i template, le eccezioni, le classi annidate, overload separati per gli operatori ++ e -- e il qualificatore volatile.
Il documento divenne la base dello standard del 1998.
Lo standard del 2003 rimpiazzò la versione 1998, apportando alcune modifiche orientate all'implementazione interna del linguaggio: in pratica l'unica aggiunta visibile fu l'aggiunta del concetto di 'value initialization'.